# Grave New World (Discharge)
Grave New World è un album del gruppo hardcore punk Discharge, pubblicato nel 1986.
Si tratta di un album successivo alla svolta stilistica verso il metal, molto criticato per le sonorità glam metal. Subito dopo la pubblicazione del disco la band si sciolse, anche se in seguito si sarebbe riformata.

## Tracce
1. Grave New World – 4:10
2. In Love Believe – 4:44
3. D.Y.T / A.Y.F. – 4:08
4. Time Is Kind – 4:17
5. We Dare Speak (A Moment Only) – 5:42
6. Sleep In Hope – 5:54
7. The Downward Spiral – 15:09

## Formazione
- Kelvin "Cal" Morris - voce
- Les "The Mole" Hunt - chitarra
- Roy "Rainy" Wainwright - basso
- Micky Gibson - batteria